# Afrodisio
Afrodisio  è un nome proprio di persona italiano maschile.

## Varianti
- Femminili: Afrodisia[2][3]

### Varianti in altre lingue
- Basco: Apordixi[4]
- Catalano: Afrodisi[4]
- Greco antico: Αφροδισιος (Aphrodísios)[3][5]
  - Femminili: Αφροδισια (Aphrodisia)[5]
- Latino: Aphrodisius[1][3]
- Polacco: Afrodyzy, Afrodyzjusz
  - Femminili: Afrodyzja
- Portoghese: Afrodísio
- Spagnolo: Afrodisio[4]

## Origine e diffusione
Continua il nome greco Αφροδισιος (Aphrodísios); è basato sul nome di Afrodite, dea greca dell'amore e della bellezza e il suo significato può essere interpretato come "di Afrodite", "sacro ad Afrodite", "dedicato ad Afrodite", oppure anche "amoroso".
Gode di scarsissima diffusione, sostenuta perlopiù dal culto dei santi così chiamati

## Onomastico

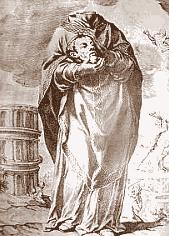
Sant'Afrodisio di Béziers

L'onomastico si può festeggiare il 28 aprile in ricordo di sant'Afrodisio, vescovo di Béziers. Si ricordano con questo nome anche, alle date seguenti:
- 14 marzo, sant'Afrodisio, martire in Africa con san Pietro sotto i vandali ariani[7]
- 28 aprile, sant'Afrodisio, martire con Agapio, Caralippo ed Eusebio a Languedoc[7]
- 30 aprile, sant'Afrodisio, sacerdote e martire con altri trenta compagni ad Alessandria d'Egitto[7]

Nessuno di questi altri tre, comunque, appare nel martirologio riveduto.